# Gåvsta
Gåvsta är en tätort i Uppsala kommun och kyrkbyn i Rasbo socken. Orten ligger längs länsväg 656 strax söder om länsväg 288. 
I norra delen av Gåvsta ligger Rasbo kyrka. Gåvsta har grundskola.

## Historia
Gåvsta omtalas i skriftliga handlingar första gången 1329 ('in Gaghastum', 1353 'i Gaastum'). 1316 upptas dock två kyrkolandbor och en landbo tillhörig femte kanonikatet i Uppsala domkringa i hertig Valdemars jordebok, vilka utifrån vad som framgår av senare dokument om hemmanen låg i Gåvsta. Byn omfattade under 1500-talet ett mantal skatte, en skatteutjord tillhörig byn Skeke, som från 1548 kom att ingå i det förra mantalet, samt ett kyrkohemman.

### Befolkningsutveckling
| Befolkningsutvecklingen i Gåvsta 1970–2020 | Befolkningsutvecklingen i Gåvsta 1970–2020 | Befolkningsutvecklingen i Gåvsta 1970–2020 | Befolkningsutvecklingen i Gåvsta 1970–2020 | Befolkningsutvecklingen i Gåvsta 1970–2020 |
| ------------------------------------------ | ------------------------------------------ | ------------------------------------------ | ------------------------------------------ | ------------------------------------------ |
|                                            |                                            |                                            |                                            |                                            |
| År                                         |                                            |                                            | Folkmängd                                  | Areal (ha)                                 |
| 1970                                       | 1970                                       |                                            | 245                                        |                                            |
| 1975                                       | 1975                                       |                                            | 229                                        |                                            |
| 1980                                       | 1980                                       |                                            | 216                                        |                                            |
| 1990                                       | 1990                                       |                                            | 355                                        | 26                                         |
| 1995                                       | 1995                                       |                                            | 385                                        | 26                                         |
| 2000                                       | 2000                                       |                                            | 401                                        | 37                                         |
| 2005                                       | 2005                                       |                                            | 398                                        | 37                                         |
| 2010                                       | 2010                                       |                                            | 549                                        | 44                                         |
| 2015                                       | 2015                                       |                                            | 539                                        | 55                                         |
| 2020                                       | 2020                                       |                                            | 544                                        | 55                                         |
| Anm.: Ny tätort 1970                       |                                            |                                            |                                            |                                            |